# Бінга (місто)
Бінга (фр. Binga) - місто в Екваторіальної провінції Демократичної Республіки Конго.
Чисельність населення в 2010 році за оцінками становило 64 639 осіб .
У районі Бінга ведеться інтенсивна вирубка тропічних лісів.